# L-aminoadipato-semialdeído desidrogenase
Em enzimologia, uma L-aminoadipato-semialdeído desidrogenase (EC 1.2.1.31) é uma enzima que catalisa a reação química.
L-2-aminoadipato 6-semialdeído + NAD (P) + + H2O {\displaystyle \rightleftharpoons } L-2-aminoadipato + NAD (P) H + H +
Os 4 substratos desta enzima são L-2-aminoadipato 6-semialdeído, NAD+, NADP+ e H2O, enquanto seus 4 produtos são L-2-aminoadipato, NADH, NADPH e H+.
Esta enzima participa da biossíntese e da biodegradação da lisina.

## Nomenclatura
Esta enzima pertence à família das oxirredutases, especificamente aquelas que atuam no grupo aldeído ou oxo do doador com NAD+ ou NADP+ como aceptor. O nome sistemático desta classe de enzimas é L-2-aminoadipato-6-semialdeído: NAD (P) + 6-oxirredutase. Outros nomes de uso comum incluem:
- aminoadipato semialdeído desidrogenase,
- 2-aminoadipato semialdeído desidrogenase,
- alfa-aminoadipato-semialdeído desidrogenase,
- alfa-aminoadipato redutase,
- Semialdeído desidrogenase 2-aminoadípica,
- L-alfa-aminoadipato delta-semialdeído oxirredutase,
- L-alfa-aminoadipato delta-semialdeído: NAD+ oxirredutase,
- L-alfa-aminoadipato delta-semialdeído: nicotinamida adenina,
- e dinucleotídeo oxirredutase.